# GLAY
GLAY（グレイ）は、日本のヴィジュアル系ロックバンド。1994年のメジャーデビュー以降、CDセールス、ライブ動員数など日本の音楽シーンをリードし続け、数々の金字塔を打ち立ててきた。CDの総売上は4000万枚（日本歴代9位）。所属事務所は自社レーベルのLSG。公式ファンクラブは「HAPPY SWING」。

## 概要
1988年に北海道函館市でTAKUROとTERUを中心にバンドを結成し、後に現在のメンバーであるHISASHIとJIROが加入した。1994年にインディーズのエクスタシーレコードからアルバム『灰とダイヤモンド』、プラチナム・レコードから1stシングル「RAIN」の同時発売でデビューした。1996年発売の2ndアルバム『BEAT out!』が初のオリコンチャート1位になると、同年発売の3rdアルバム『BELOVED』でミリオンセラーを達成した。中でも、1997年に発売した初のベスト・アルバム『REVIEW-BEST OF GLAY』はオリコン年間チャート1位を獲得。累計売上枚数は480万枚を超え、当時のアルバム売上日本記録を更新するなど、 爆発的な人気を得た。これまでにアルバム5作品がミリオンセラーとなっている（うち4作品はダブルミリオン）。シングルでは、1997年発売の11th「口唇」が初のオリコンチャート1位となり、同年発売の12th「HOWEVER」でミリオンセラーを達成したほか、1998年発売の13th「誘惑」がオリコン年間チャート1位になるなど、これまでにシングル6作品がミリオンセラーとなっている。また、「HOWEVER」は『全日本有線放送大賞』と『日本有線大賞』、「Winter,again」（99年）は『日本有線大賞』と『日本レコード大賞』でそれぞれ大賞を受賞している。
2000年代・2010年代でも「とまどい/SPECIAL THANKS」（00年）、「GLOBAL COMMUNICATION」（01年）、「Way of Difference」（02年）、「BEAUTIFUL DREAMER/STREET LIFE」（03年）、「時の雫」（04年）、「夏音/変な夢 〜THOUSAND DREAMS〜」（06年）、「100万回のKISS」（07年）「VERB」（08年）、「G4・IV」（16年）などがオリコン1位となり、シングルは1990年代〜2010年代の3つの年代で1位を獲得（1位・計24作）している。また、1996年リリースの「グロリアス」以来、2024年まで29年連続オリコン週間シングルチャートトップ10入りを果たしている（日本歴代1位）。アルバムは2020年に『REVIEW II -BEST OF GLAY-』が1位を獲得し、1990年代〜2020年代の4年代連続1位（1位・計17作）をサザンオールスターズ以来史上2組目に達成するなど、根強い人気を誇る。平成で最もカラオケで歌われた歌手ランキングでは､第3位（JOYSOUND調べ）。LINE MUSICによる2024年 版の世代別「冬に聴きたい曲ランキングTOP10」では、「Winter,again」 が30代の1位、40代の2位にランクインしている。
バンド結成時から行っているライブ活動はメジャー・デビュー後もライブハウスやスタジアムなど様々な会場で開催しており、1999年に幕張メッセ駐車場特設ステージで開催した『GLAY EXPO '99 SURVIVAL』では単独アーティストによる有料ライブ（1公演当たり）の世界記録（当時）となる20万人を動員し、社会現象となった。1999年の千葉・幕張でのライブ以降も「GLAY EXPO」と題し、2001年には東京、2日間で10万人、北海道で10万人、福岡では、8万人。2004年には大阪で10万人。2014年にも宮城で5万5000人を動員した（その動員数は北海道、東北、関西、九州の最多動員記録となっている）。また、日本国外でもライブを開催している。ちなみに日本国内のロックバンドで、5大ドームツアーを初めて行ったバンドでもある。
2010年からは自主レーベルを設立して活動しており、公式ストア「G-DIRECT」を開設しているほか、2018年には公式のサブスクリプション型のアプリ「GLAYアプリ」を公開した。
また、2024年5月25日にデビュー30周年を迎え、6月に10年振りとなる「GLAY EXPO」を埼玉・ベルーナドーム（2日間6万人動員）で開催し、10月には30周年記念アルバムとして 『Back To The Pops』（オリコン1位）を発売した。2025年 には4月に『DRIVE 1993〜2009 -GLAY complete BEST』『DRIVE 2010〜2026 -GLAY complete BEST』（共にオリコンTOP10入り）を同時発売し、「グループによるアルバムTOP10入り獲得作品数」でB'zを抜き歴代単独2位（計38作）となった。5から6月にかけて30周年の締めくくりとして、東京ドーム（2日間）、京セラドーム大阪にてライブを開催し、3公演で15万人を動員した。
「コンテンツビジネスラボ」が実施した「コンテンツファン消費行動調査2025」の「リーチ力・支出喚起力ランキング」では、「支出喚起力ランキング」で2位(327億円)にランクインした。

### バンド名の由来
バンド名「GLAY」は、BOØWYの歌詞に由来しているなど諸説ある中、白（ポップス）でも黒（ロック）でもない音楽ということでリーダーのTAKUROが名づけた造語であると言われている。また、HISASHIによると高校時代にTAKUROと雑誌「宝島」などからサブカルチャーなバンドについての情報交換をしており、「KENZI&THE TRIPS」などのメンバーであったJUN GRAY がバンド名由来の1つになっていると述べている。

## メンバー
GLAY公式サイト「BIOGRAPHY」を参照。
| 名前    | パート   | 生年月日               | 備考     |
| ------- | -------- | ---------------------- | -------- |
| TERU    | ボーカル | 1971年6月8日（54歳）   |          |
| JIRO    | ベース   | 1972年10月17日（52歳） |          |
| TAKURO  | ギター   | 1971年5月26日（54歳）  | リーダー |
| HISASHI | ギター   | 1972年2月2日（53歳）   |          |

### プロデューサー
| 名前       | プロデュース期間 |
| ---------- | ---------------- |
| YOSHIKI    | 1994年           |
| 土屋昌巳   | 1994年           |
| 佐久間正英 | 1994年 - 2013年  |
| 亀田誠治   | 2013年 -         |

### サポートメンバー
| 名前             | パート     | サポート期間         |
| ---------------- | ---------- | -------------------- |
| HAL (SPEED-iD)   | ドラムス   | 1994年4月25日 - 26日 |
| Toshi Nagai      | ドラムス   | 1995年 -             |
| D.I.E.           | キーボード | 1995年 - 1998年      |
| SHIGE            | キーボード | 1999年 - 2003年      |
| 佐久間正英       | キーボード | 1999年 - 不定期      |
| 斎藤有太         | キーボード | 2005年 - 不定期      |
| 永井誠一郎       | キーボード | 2006年 - 2015年      |
| ハジメタル       | キーボード | 2019年 - 2022年      |
| 村山☆潤          | キーボード | 2020年 -             |
| DJ Mass MAD Izm* | DJ         | 2009年 - 不定期      |

### 旧メンバー
| 名前     | パート   | 在籍期間        |
| -------- | -------- | --------------- |
| ISO      | ドラムス | 1992年          |
| SHINGO   | ベース   | 1990年 - 1992年 |
| AKIRA    | ドラムス | 1992年 - 1994年 |
| NOBUMASA | ドラムス | 1994年 - 1995年 |

### メンバー変遷
|     | ボーカル | ギター | ギター  | ベース  | ドラムス   |
| --- | -------- | ------ | ------- | ------- | ---------- |
| #1  | TERU     | TAKURO | -       | ヒトシ  | 北山       |
| #2  | TERU     | TAKURO | HISASHI | ヒトシ  | 中本       |
| #3  | TERU     | TAKURO | HISASHI | SHINGO  | 松尾       |
| #4  | TERU     | TAKURO | -       | HISASHI | SHINGO     |
| #5  | TERU     | TAKURO | HISASHI | SHINGO  | チャーリー |
| #6  | TERU     | TAKURO | HISASHI | SHINGO  | ISO        |
| #7  | TERU     | TAKURO | HISASHI | SHINGO  | AKIRA      |
| #8  | TERU     | TAKURO | HISASHI | JIRO    | AKIRA      |
| #9  | TERU     | TAKURO | HISASHI | JIRO    | NOBUMASA   |
| #10 | TERU     | TAKURO | HISASHI | JIRO    | -          |

## 音楽性
GLAYのデビュー時は、いわゆる「ヴィジュアル系」と呼ばれるバンドのイメージであった。音楽プロデューサーの佐久間正英は、GLAYを最初に聴いた時の印象について、自身がプロデュースしていたUP-BEATやBOØWYを混ぜた感じであり、BOØWYの影響を受けた世代のバンドであると述べている。また、インディーズで発売したGLAY初のアルバム『灰とダイヤモンド』のエンジニアを担当した清水禎徳は、当時のGLAYとのエピソードについて「一番鮮烈に覚えてるのは、彼らはもうとにかく「自分達の届けたいものが具体的にある」と。で、BOØWYのCDを持ってきて、「これにしてくれ」っていう、凄くこう、具体的なことを言ってたんです。」と語っている。ちなみにTAKUROは、BOØWYの『B・BLUE』を聴いた時に腰を抜かすほどの衝撃を受けたという。
TAKURO自身も1980年代に、前述のBOØWYや尾崎豊、レベッカ、THE BLUE HEARTSなどの日本の音楽を好んで聴いていたと述べており、「GLAYは日本のいわゆるロックを模倣するところから始まって、海外からの影響っていうのはずっと後のこと」と2021年のインタビューで語っている。そのため、同時期にデビューした海外の音楽からの影響を強く受けてきたバンドたちとは異なり、日本独自の音楽ジャンルであるビートロックからの影響を受けた楽曲を多く発表している。TAKUROはGLAYというバンドの特徴について「俺たちは、いわゆる邦楽世代の始まり」「"邦楽は邦楽らしく"というのは俺もどこか心の中にある」と述べている。また、HISASHIは音楽番組『EIGHT-JAM』のインタビューで、GLAYについて「音のでかいフォークバンド」と表現している。GLAYの楽曲には縦ノリと呼ばれる楽曲が多いこともあってか、ライヴでは観客が両手を伸ばして上げ、リズムにあわせて振り下ろす動作を繰り返す、通称「GLAYチョップ」を一斉にすることが多く、GLAYもそのファンの動作を意識して曲を作ることがある。
また、その時代に流れる日本の流行歌からの影響を受けて曲を作ることもあり、代表曲の『HOWEVER』は、TAKURO曰く、安室奈美恵の『CAN YOU CELEBRATE?』（作詞・作曲・編曲：小室哲哉）から学んで作ったという。また、『誘惑』はT.M.Revolutionの『WHITE BREATH』からインスピレーションを受けて作曲したことを音楽番組『EIGHT-JAM』で明かしている。そして、『彼女の“Modern…”』ではB'zの『孤独のRunaway』の歌詞をモチーフにしたフレーズを入れている。ちなみにGLAYの楽曲のほとんどの作詞・作曲をリーダーのTAKUROが担当しているが、TERUはTAKUROが作詞作曲に関していろんなジャンルにルーツがあることが他のバンドとの違いを生んでいると述べている。また、1990年代に発表した数多くのバラードソングがテレビドラマの主題歌に起用されており、GLAYはだんだんと「ヴィジュアル系」の枠を越えた人気を獲得するようになった。ゴールデンボンバーの鬼龍院翔は、GLAYを「親に紹介できるヴィジュアル系バンド」と表現している。
HISASHIは、初めて買ったレコードはザ・ファンクスの入場テーマであるクリエイションの「スピニング・トーホールド」だったと述べている。好きなアルバムにはジャパニーズ・ハードコアのオムニバス『GREAT PUNK HITS』や、『THE PUNX』 を挙げている。また、好きなアーティストはTAKUROと同様に、BOØWYやPERSONZをあげており、ギタリストとしても大きな影響を受けているという。他には、THE WILLARD、LAUGHIN' NOSE、有頂天などのインディーズ御三家やANTHEMなどのジャパニーズ・メタル、AUTO-MODなどの日本のバンドが好きだという。最近では、BiSHを好きで聴いているという。また、HISASHIによると、GLAYに対して自分とJIROがある種の負荷を加えることで反発力が出てくるので、実験的な試みをやってきているとしている。
GLAYはメンバー全員がソングライターであるが、2010年代に入るまではTAKUROがシングルの表題曲、アルバム収録曲の大多数の作曲を一手に担っていた。ただ、2011年に発表した43rdシングル『G4・II -THE RED MOON-』以降の「G4シリーズ」では、各メンバーが作曲した曲を収録しているほか、HISASHIが46thシングル『JUSTICE [from] GUILTY』、JIROが47thシングル『運命論』、TERUが配信限定シングル『Thank you for your love』や50thシングル『BLEEZE』などのタイトル曲を作曲するようになった。このことについて、TAKUROは、10thアルバム『GLAY』を制作した後から次は違う表現に挑戦したいと思うようになったと述べている。メンバーの曲についてJIROは、ポップであるのは共通しているがベクトルが違うとしている。TAKUROはGLAYが持つロックな面はJIROが担っているとしており、JIROもGLAYの中でストレートなロックンロールをやるのは自分しかいないと述べている。また、TAKUROはHISASHIが持つサブカルチャー的な要素やニッチな部分が脚光を浴びるようになっていると述べているほか、どんな歌詞でも真っ直ぐに歌い上げるTERUを賞賛している。
また、GLAYはこれまでに様々なミュージシャンや芸能人とコラボした曲を発表している。GLAYは現在までに、バンドのルーツの一つである氷室京介（ex.BOØWY）の他、親交の深いEXILEや、K-POPアーティストのJAY（ENHYPEN）とのフィーチャリングソングを発表している。他にも、くず（宮迫博之と山口智充のユニット）や、山里亮太（南海キャンディーズ）がレコーディングに参加した楽曲がある。なお、HISASHIは「音楽のマーケット自体、ファストミュージック的にどんどん表情が変わっていくな、という感じも受けながら、僕らはその移り変わりを楽しんでいきたいとも思っているので。メンバー、いろいろなミュージシャン、スタッフ、クリエイターと一緒にやっていくこと自体が、激流の現代のエンターテイメント・ビジネスの流れにおいても僕らが面白く、楽しんでやれていることの証なのかな？と、思っていますね」と語っている。
GLAYは2018年に、＜ファンファースト＞をモットーとした、GLAYの楽曲だけを集めた公式のサブスクリプション型のアプリ「GLAYアプリ」を開設しており、全楽曲に加え、ライブ音源もアプリ限定配信している。また、メンバーがテーマに沿ってセレクトしたGLAYの楽曲プレイリストも公開されている。TAKUROはこのアプリについて「GLAYが好きでGLAYと少しの邦楽と洋楽くらいしか聴かないなら、このアプリは中々魅力的」「"誰が一番GLAYを好きか競争しようぜ！"という気持ちでやっています(笑)」と語っている。

## 著作権などの権利について
GLAYは、2004年から楽曲の原盤権や映像原版、ファンクラブ運営の権利など、GLAYに関わる権利をTAKUROの個人会社（現在のレコード会社（レコードレーベル）LSG）が買い取る交渉をしており、2007年までにはすべての作品の権利を得ることができたとしている。
かつてのGLAYの所属事務所であった「アンリミテッドグループ」は「バーニングパブリッシャーズ」と共同出版契約を結んでおり、バーニング社が著作権使用料支払いの代表出版社となっていた。著作権の使用料は、日本音楽著作権協会（JASRAC）から代表出版社に支払われた後に共同出版社に分配する仕組みとなっているが、バーニング社からアンリミテッド社への著作権使用料の支払いが滞ったため、2001年にアンリミテッド社は、契約に基づきバーニング社が代表出版社ではないことを確認する訴訟を起こし、アンリミテッド社の主張が認められた。
ところが、今度は「アンリミテッドグループ」が2005年5月ごろから著作権印税の支払いを怠るようになっていたため、GLAY側は、アンリミテッド社に未払いとなっている印税の支払いなどを求めた訴訟を起こした。裁判所は1998年6月の専属契約によって楽曲の著作権はアンリミテッド社に属していたが、支払いが遅延すれば著作権はGLAY側に移る契約になっていたと判断し、2005年11月以降の楽曲の著作権はGLAYに属しているとしてアンリミテッド社が得ていた著作権印税など6億7,000万円をGLAY側に支払う判決を下した。
他方で2017年にGLAYはGLAY名義の楽曲を結婚式で使用する場合に限り、「著作隣接権」を徴収しないことを発表した（ただし、演奏権や複製権の使用料は各団体（日本音楽著作権協会またはNexTone）の管理となるため、使用方法によって支払いが必要となる）。

## 来歴
GLAY公式サイト「BIOGRAPHY」参照

### 1988年 - 1994年（メジャー・デビュー前）
北海道函館市において1988年7月2日、当時高校生のTAKUROとTERUを中心にバンド「GLAY」を結成、オリジナル曲を披露するなどのライブ活動を始めた。TERUは、当初ドラマーとして加入していたが、TERUの歌声が入ったデモテープを聴いたTAKUROに「氷室京介以来の衝撃を受けた」と言わしめ、ボーカルに転向した。後にHISASHIが加入。1990年の高校卒業を機に3人は活動拠点を函館から東京に移した。チャンスを掴むため、いろんなオーディションに出場しており、その中にはTBS系で放送していた『三宅裕司のいかすバンド天国』（イカ天）もあった。
その後、GLAYに函館の後輩バンドのメンバーであったJIROが加入し、1993年10月17日、JIRO 21歳の誕生日に、X JAPANのYOSHIKIがライブに訪れるとインディーズのレコードレーベル「エクスタシーレコード」との契約が決まり、アルバム制作がスタートした。1994年、初のワンマンライブを目黒鹿鳴館で行った後、ロサンゼルスに渡りYOSHIKIプロデュースによる「RAIN」をレコーディングした。

### 1994年（メジャー・デビュー後） - 1999年
1994年
5月25日、エクスタシーレコードからインディーズ・アルバム『灰とダイヤモンド』、プラチナム・レコードから1stシングル「RAIN」を同時リリースし、メジャー・デビューを果たす。翌月には土屋昌巳プロデュースによる2ndシングル「真夏の扉」をリリース。秋には初のツアー『灰とダイヤモンドTOUR』を全国13か所のライブハウスで行った。11月16日リリースの3rdシングル「彼女の“Modern…”」からは佐久間正英がプロデューサーとなり、以後長きにわたり音楽制作などをともにする。同月末に東名阪の3か所で行った『THE SPEED POP LIVE '94』からNOBUMASA（ドラムス）が正式メンバーとして加入した。
1995年
1月25日に4thシングル「Freeze My Love」をリリース。3月1日にはメジャー1stアルバム『SPEED POP』をリリースし、オリコンチャートトップ10入りを記録した。ところが、アルバム発売後に行ったライブ『SPEED POP STANDING GIG』を以って、NOBUMASAが脱退することになった。なお、同ライブからキーボーディストのD.I.E.がサポートメンバーとして参加した（1998年9月まで）。名古屋のCLUB DIAMOND HALLで行われた中京テレビ『Kiss Miss Chick』の公開録音ライブでドラマーの永井利光が初めてGLAYのライブに参加しており、その後のツアー『SPEED POP GIG '95』から以後､ 現在に至るまでGLAYのサポートドラマーを務めることになる。8月9日にリリースした6thシングル「Yes, Summerdays」は三貴「カメリアダイヤモンド」「ブティックJoy」のCMソングに起用され、スマッシュヒットとなった。
1996年
1月17日にリリースした8thシングル「グロリアス」は、ヴィクトリアのCMソングに起用され、オリコントップ10入りを記録すると、続く2ndアルバム『BEAT out!』では初のオリコン1位を獲得した。収録曲「週末のBaby talk」ではコーラスにYUKIが参加している。また、全国のホールクラスの会場を使用したツアー『BEAT out! '96』開催したほか、公式ファンクラブ「HAPPY SWING」結成を記念したライブを行った。8月7日の9thシングル「BELOVED」リリース後、ツアー『BEAT out! reprise』を開催し、ツアーファイナルは初の日本武道館公演であった。11月18日にリリースした3rdアルバム『BELOVED』は152万枚を売り上げ、初のミリオンセラーとなった。年を跨いだツアー『GLAY TOUR '96-'97 BELOVED YOU』は、追加公演『BELOVED YOU ENCORE』を合わせて計33公演を開催した。
1997年
5月14日にリリースした11thシングル「口唇」は99万枚を売り上げ、シングルでは、初となるオリコン1位を獲得した。7月から9月にかけて、初のアリーナツアー『GLAY ARENA TOUR '97 〜HIT THE WORLD〜』を開催し、東名阪での『GLAY ARENA TOUR '97 〜HIT THE WORLD September〜』を合わせて24公演を敢行した。また、ツアー中にリリースした12thシングル「HOWEVER」はシングルでは初のミリオンセラーとなった。「HOWEVER」が3週連続を含む5週でオリコン1位を記録するロングヒットを続ける中、10月1日に初のベスト・アルバム『REVIEW-BEST OF GLAY』をリリース。同作は初動売上枚数が当時の歴代最高となる200万枚を突破し、翌年には450万枚以上の売上を記録して歴代アルバムセールスを更新した。さらに、「HOWEVER」が『全日本有線放送大賞』と『日本有線大賞』で大賞を受賞したほか、『BELOVED』が『日本レコード大賞』アルバム大賞を受賞した。大晦日には『NHK紅白歌合戦』に初出場を果たした。
1998年
4月17日より、スタートするホールツアー『GLAY TOUR '98 pure soul』のチケット予約開始日である2月15日、チケット予約の電話が殺到した影響で電話回線がパンクし、午前10時頃から約1時間、全国各地で電話がかかりにくい状況となった。『日本ゴールドディスク大賞』では『REVIEW-BEST OF GLAY』のセールスなどにより、アーティスト・オブ・ザ・イヤーをはじめとする各賞を受賞した。4月29日には13thシングル「誘惑」と14thシングル「SOUL LOVE」を同時リリースし、2週連続でオリコン1位（誘惑）・2位（SOUL LOVE）を独占した。「誘惑」は162万枚を売り上げ、1998年度のオリコン年間1位、「SOUL LOVE」は売り上げ137万枚で年間5位を記録。7月29日にリリースした4thアルバム『pure soul』は、オリジナルアルバムとしては自身最高の売上242万枚のダブルミリオンを記録。収録曲の「FRIEDCHICKEN & BEER」のギターにSUGIZOが参加しているほか、「I'm in Love」ではメンバーの友人などが多数参加している。同作リリース後にはスタジアムツアー『pure soul in STADIUM "SUMMER of '98"』を開催した。11月25日にリリースした15thシングル「BE WITH YOU」は117万枚を売り上げ、4作連続となるミリオンセラーを記録。年末には4thアルバム『pure soul』が『日本レコード大賞』ベストアルバム賞を受賞し、大晦日には『第49回NHK紅白歌合戦』に出場した。
1999年
2月3日にリリースした16thシングル「Winter,again」はJR東日本「JR SKISKI」キャンペーンソングに起用され、シングルとしては自身最高となる164万枚を売り上げ、5作連続ミリオンセラーを記録。2月10日からは初のドームツアー『GLAY DOME TOUR pure soul 1999』を15公演開催し、沖縄と北海道でもツアーを開催した。それまでのGLAYの活動を2枚のCD-ROMに収めた『COMPLETE WORK』をPlayStation版とPC版（Windows/Macintosh版・DVD-Video/DVD-ROM版）でリリースした。前年に急逝したhide（X JAPAN）への追悼の意を込め、一周忌にあたる5月1日にリリースされたトリビュート・アルバム『hide TRIBUTE SPIRITS』には「MISERY」で参加した。同月19日にビデオシングルという形態でリリースした「サバイバル」はアニメーション・バージョンとライブ・バージョンの映像を収録。89万枚を売り上げ、オリコンにおける日本でのミュージック・ビデオ作品の売上歴代1位を記録した。7月には日本航空の函館-羽田線就航10周年を記念し、GLAYを機体にあしらった特別塗装機「GLAY JUMBO」を期間限定で就航した。同月31日に幕張メッセ駐車場特設ステージで開催した『GLAY EXPO '99 SURVIVAL』は日本国内の音楽史上最大となる1公演で20万人を動員するライブとなった。また、幕張メッセ展示ホールを使用した「EXPO館」にはメンバーのプロデュースしたブースをはじめ、各ラジオ局やテレビ局、出版社も参加した。これらの活躍を受けて、函館市はGLAYに対して「函館市栄誉賞」を授与した。8月25日には17thシングル「ここではない、どこかへ」をリリースし、10月20日にリリースした5thアルバム『HEAVY GAUGE』は売上235万枚のダブルミリオンを記録。年末にはLUNA SEAとの対バン『The Millennium Eve A Chirstmas present for the people who love live a lot』を東京ドームで開催した。「Winter,again」が『全日本有線放送大賞』と『日本有線大賞』の大賞受賞に加えて、大晦日には『日本レコード大賞』を受賞した。なお、レコード大賞の受賞について当初はメンバー全員が納得しておらず、レコード大賞受賞とその年の『NHK紅白歌合戦』出場後にGLAYを解散させようとしていた（その後、解散の話はなくなった）。『第50回NHK紅白歌合戦』出場後、幕張メッセでカウントダウンライブ『GLAY LIVE IN MESSE "COME TOGETHER"』を開催した。

### 2000年 - 2005年
2000年
元日に18thシングル「HAPPINESS -WINTER MIX-」をリリース。また、全国8か所の会場でドキュメント・ムービー『GLAY pure soul MOVIE 〜ここではない、どこかへ〜』を上映した。4月から11月にかけて開催したアリーナツアー『GLAY ARENA TOUR 2000 "HEAVY GAUGE"』は前半戦と後半戦を合わせて77公演を敢行したが、JIROは当初このツアーが精神的に辛く、バンドを辞めたいと思ったことがあると述べている。ツアー中の7月19日にリリースした19thシングル「MERMAID」はノンタイアップながらも発売週が同じであったL'Arc〜en〜Ciel「STAY AWAY」、サザンオールスターズ「HOTEL PACIFIC」を抑えてオリコン1位を獲得した。さらに『ウンナンのホントコ!「未来日記VII」』テーマソングと『映画版 未来日記』主題歌を収録した20thシングル「とまどい/SPECIAL THANKS」は100万枚を売り上げ、シングルミリオンセラー数は6作となり、歴代3位の記録となった（現在は歴代4位）。また、同シングルに封入されたはがきで収録曲のリクエストを募集したベスト・アルバム『DRIVE-GLAY complete BEST』は263万枚を売り上げ、アルバム4作連続ダブルミリオンを達成した。
2001年
4月から初のテレビレギュラー番組『GLAY GLOBAL COMMUNICATION』が放送開始（同年6月まで）。同月25日にリリースした22ndシングル「GLOBAL COMMUNICATION」はオリコン1位を獲得し、シングル10作連続1位を達成。また、携帯電話「GLAYPHONE（au by KDDI）」発売に伴うキャンペーンCMにメンバーが出演した。7月4日の23rdシングル「STAY TUNED」リリース後、『GLAY EXPO 2001 "GLOBAL COMMUNICATION』を東京・北海道・九州で開催。東京スタジアムはコンサート初開催となり、北海道では会場に隣接して「EXPO館」を設けたほか、九州はオールナイトライブとなり、メイデイ（五月天）や紫雨林などアジアのバンドと共演した。ライフカード「GLAY LIFE MasterCard」発売に伴うキャンペーンCMにメンバーが出演した。9月19日には24thシングル「ひとひらの自由」をリリースし、10月からはレギュラーラジオ番組『GLAY RADIO COMMUNICATION』の放送が始まった（2003年9月放送終了）。11月28日の6thアルバム『ONE LOVE』リリース後、5大ドームツアー『GLAY DOME TOUR 2001-2002 "ONE LOVE"』を開催し、大晦日の札幌ドーム公演はカウントダウンライブとなった。また、JR九州がGLAYをラッピング広告にした特急「つばめ」を期間限定で運行した。
2002年
ドームツアー終了後、2月に東北地方のホール会場で『GLAY TOUR 2002 Special Extra Package "ONE LOVE"』を開催した。同月27日にリリースした25thシングル「Way of Difference」はフジテレビ系恋愛観察バラエティ『あいのり』主題歌に起用され、73万枚を売り上げるヒットとなり、2002年度のオリコン年間5位を記録。大阪のハードロックカフェでは邦楽アーティスト初となるキャンペーンを展開し、メンバー愛用の楽器を展示したほか、オリジナルのソフトドリンクを提供した。また、GLAYの楽曲をヴァイオリニストのヴァネッサ・メイ（Vanessa-Mae）がアレンジしたヒーリング・ミュージックのアルバム『Flow of Soul vol.1 〜TAKURO meets Vanessa-Mae〜』が発売された。日中国交正常化30周年を記念したライブを北京で開催することが決定し、北京市で記者会見を行った。サポート企業である日本航空の中国キャンペーンCMにメンバーが出演し、同キャンペーンのイメージソング「またここであいましょう」を7月24日に26thシングルとしてリリース。その翌週には27thシングル「逢いたい気持ち」をリリースした。中国では北京コンサートのチケット応募券を封入したアルバム『絶対震撼』をリリースし、購入者は無料でライブに参加することができた。公式ファンクラブ会員や公式ウェブサイト会員、GLAYPHONEユーザーを対象とした限定ライブ『GLORIOUS NIGHT CRUISE』12公演を開催後、中国公演開催に向けてメンバーが再び北京を訪れ、江沢民国家主席（当時）を表敬訪問した。日本国内では『ONE LOVE』と同時期に制作が進んでいた7thアルバム『UNITY ROOTS & FAMILY,AWAY』を9月19日にリリース。10月13日に北京工人体育場で開催した『日中国交正常化三十周年特別記念コンサート GLAY ONE LOVE in 北京』では、中国語で「歌声与微笑」を披露した。
2003年
シングルのカップリング曲やライブ音源などを収録したコンピレーション・アルバム『rare collectives vol.1』『rare collectives vol.2』を2月5日に同時リリース。『vol.2』にはガレッジセールとコラボレーションしたGALAYによる「道産子シーサー」を収録しているほか、「いつか」はDVDシングルとして3月5日にリカットされた。2月から5月にかけてアリーナツアー『GLAY HIGHCOMMUNICATIONS TOUR 2003』を32公演開催し、ツアー終了後にはビデオシューティングのためのライブを横浜アリーナで行った。函館にはアートギャラリー「Art Style of GLAY」がオープンした（2007年1月閉館）。8月30日には、氣志團の野外ライブ『氣志團万博 2003 〜木更津グローバル・コミュニケーション!!〜』にオープニングアクトとして出演したほか、ライブDVDの試写会となった『MAKING OF HIGHCOMMUNICATION 2003』を全国8ヶ所の会場で開催し、東京会場にはメンバーが出席した。10月16日には28thシングル「BEAUTIFUL DREAMER/STREET LIFE」をリリースした。
2004年
デビュー10周年イヤーに突入し､ 1月28日に29thシングル「時の雫」をリリース。ホールツアー『GLAY CONCERT TOUR 2004 X-RATED』では、リリース前の8thアルバム『THE FRUSTRATED』の収録曲や未発表曲でライブを構成した。『THE FRUSTRATED』では、「BLAST」に東京スカパラダイスオーケストラのメンバー、「南東風」にコーラスでYUKIやくず（山口智充、宮迫博之）が参加している。5月にリリースした30thシングル「天使のわけまえ/ピーク果てしなく ソウル限りなく」は通常盤のほか、通常盤リリース翌週にはカップリングのライブ音源が異なる8種類の地方盤を同時リリースした。また、アルバム『THE FRUSTRATED』の制作風景やメンバーによる解説を収録したライブ&ドキュメントDVD『The Complete of THE FRUSTRATED-RECORDING DOCUMENTARY&LIVE-』をリリース。7月31日にはGLAYのメジャーデビュー10周年とユニバーサル・スタジオ・ジャパンのオープン3周年を記念して、ユニバーサル・スタジオ・ジャパン第1駐車場特設ステージで『GLAY EXPO 2004 in UNIVERSAL STUDIOS JAPAN™ "THE FRUSTRATED"』を開催。10万人を動員し、会場に隣接して「EXPO館」を設けた。8月4日にリリースした31stシングル「Blue Jean」に収録された「南東風 〜PEACEFUL SESSION〜」ではYUKIが一部のボーカルを担当している。10月からはアリーナツアー『GLAY ARENA TOUR 2004 "THE FRUSTRATED -extreme-"』を開催し、12月8日には32ndシングル「ホワイトロード」をリリース。同作はオリコン1位を獲得し、2003年から2004年にリリースしたシングル5作品全てがオリコン1位を記録した。大晦日には幕張メッセでカウントダウンライブ『HAPPY SWING presents GLAY COUNTDOWN LIVE in MESSE "COME TOGETHER"』を開催した。
2005年
1月16日と22日に「新潟県中越地震」の影響によって前年の新潟公演に参加できなかった人や新潟県在住の人を対象としたスペシャルライブを行った。同月19日にはバラッド・ベスト・アルバム『-Ballad Best Singles- WHITE ROAD』をリリースし、シングル曲を中心とするドームツアー『10th Anniversary Year Final GLAY DOME TOUR 2005 "WHITE ROAD"』を開催。同ツアーには溝口肇がストリングスの指揮者として参加した。ところが、大阪ドームはGLAYのライブによって発生する振動が近隣住民に迷惑をかけるという理由でドーム側の使用許可が下りなかったため、会場をインテックス大阪に変更して『OSAKA 4DAY SPECIAL』を開催し、メンバー選曲によるカバー曲などを日替わりで披露した。10周年を締めくくるツアーは沖縄公演をもって終了した。ツアー終了後はJIROがバンド「THE PREDATORS」のメンバーになるなど個々の活動を行うなか、EXILEとコラボレーションしたGLAY×EXILEとしてシングル「SCREAM」をリリース。同作は54万枚を売り上げるヒットとなり、2005年度のオリコン年間5位を記録した。

### 2006年 - 2009年
2006年
メンバー各々の個人活動や事務所絡みの著作権問題､ スタッフ一新を経て11か月ぶりの単独ライブとなるZepp Tokyo公演後、2月に日本武道館で『GLAY in BUDOKAN 2006 ROCK'N' ROLL SWINDLE』を3公演開催。7月には前作から1年7か月ぶりとなる33rdシングル『G4』をリリース。『G4』　とは、“GLAY For（GLAYから）”、“GLAYの4人”の意味があり、「ROCK'N'ROLL SWINDLE」を含む4曲を収録している。8月2日には氷室京介とコラボレーションしたGLAY feat. KYOSUKE HIMUROとして、シングル「ANSWER」をリリース。同月5日・6日には味の素スタジアムでジョイントライブ『KYOSUKE HIMURO+GLAY 2006 at AJINOMOTO-STADIUM「SWING ADDICTION」』を開催した。同月27日には桑田佳祐（サザンオールスターズ）が提唱したライブイベント『THE 夢人島 Fes.』に出演した。9月13日リリースの34thシングル「夏音/変な夢 〜THOUSAND DREAMS〜」はシングル通算20作目のオリコン1位獲得。11月から12月にかけてホールツアー『GLAY TOUR 2006 ROCK'N'ROLL SWINDLE 〜Re-birth〜』を開催した。
2007年
1月から3月にかけてアリーナツアー『GLAY ARENA TOUR 2007 LOVE IS BEAUTIFUL』を開催。ツアー中に35thシングル「100万回のKISS」、9thアルバム『LOVE IS BEAUTIFUL』を、ツアー終了後には36thシングル「鼓動」をそれぞれリリースし、3作品共にオリコン1位を記録した。なお、この年から財政破綻した夕張市をサポートする活動を行っている。また、期間限定のコラボカフェ「GLAY LiB CAFE」が初めて開店した（2017年終了）。10月31日に37thシングル「Ashes.EP」リリースし、11月からはホールツアー『GLAY HIGHCOMMUNICATIONS TOUR 2007-2008』を年跨ぎで52公演開催した。
2008年
『GLAY HIGHCOMMUNICATIONS TOUR 2007-2008』52公演開催後、追加のアリーナ公演を6公演開催したほか、4月16日には初の配信限定シングル「STARLESS NIGHT/-VENUS/SORRY LOVE (HIGHCOMMUNICATIONS 2007-2008 Live Ver.)」をリリースした。6月にリリースした38thシングル「VERB」はオリコン1位を記録し、1997年「口唇」以来12年連続のシングル1位獲得となった。夏にはライブイベント『ap bank fes '08』に出演後、初のアメリカ公演となる『GLAY VERB TOUR 2008 IN U.S.』をサンフランシスコとロサンゼルスで開催した。年末には全国のZepp会場で公式ファンクラブ会員限定ライブ『HAPPY SWING PRESENTS VERB TOUR 2008』を開催したほか、12月30日・31日には幕張メッセで『GLAY VERB TOUR FINAL "COME TOGETHER 2008-2009"』を開催し、大晦日はカウントダウンライブとなった。
2009年
デビュー15周年記念ライブのチケットをTSUTAYAが販売することを発表し、特典としてチケット購入者にはオリジナルCDを渡した。また、TSUTAYA店舗ではライブ映像やメンバーのインタビューなどを収録したDVDを期間限定で無料レンタルした。3月には40thシングル「SAY YOUR DREAM」リリース後、各メンバーによるプロデュースライブ『GLAY Member Produce Live 2009 THE GREAT VACATION -extra-』を開催した。デビュー日である5月25日には41stシングル「I am xxx」をリリース。6月10日には、2001年以降のシングル曲などを収録したベスト・アルバム『THE GREAT VACATION VOL.1 〜SUPER BEST OF GLAY〜』をリリースし、同月から7月にかけてホールツアー『GLAY HALL TOUR 2009 THE GREAT VACATION』を開催した。8月15日・16日には日産スタジアムで『GLAY 15th Anniversary Special Live 2009 THE GREAT VACATION in NISSAN STADIUM』を開催し、2日間で15万人を動員。"HOTEL GLAY"をコンセプトに、1日目は「ROCK」、2日目は「LOVE」をテーマにセットリストを構成した。9月には前年に続きアメリカ公演『GLAY U.S. TOUR 2009 THE GREAT VACATION』をサンフランシスコとロサンゼルスで開催した。10月21日には、1994年のデビューから2000年までのシングル曲などを収録したベスト・アルバム『THE GREAT VACATION VOL.2 〜SUPER BEST OF GLAY〜』をリリース。同作は2009年度にリリースした作品では唯一オリコン1位を獲得した。その後、11月から12月にかけてアリーナツアー『GLAY ARENA TOUR 2009 THE GREAT VACATION』を開催し、大晦日のツアーファイナルはカウントダウンライブとなった。

### 2010年 - 2015年（メジャー・デビュー20周年）
2010年
2月にiTunes Store限定の配信シングル「LET ME BE Live Ver. 2009-2010 at makuhari messe」をリリースしたほか、3月には「Apologize」の着うたフルを期間限定で無料配信した。また、YouTubeにはオフィシャルチャンネルを開設した。6月9日に自主レーベル「loversoul music & associates」設立を発表し（2016年に「LSG」と改名）、同月15日からはホール&アリーナツアー『GLAY LIVE TOUR 2010-2011 ROCK AROUND THE WORLD』を開催。ホール公演とアリーナ公演の間には42ndシングル「Precious」と10thアルバム『GLAY』をリリースし、『GLAY』は2010年代では初のオリコン1位を記録。これにより、1990年代・2000年代・2010年代と、3つの年代にわたって1位を獲得したことになった。アルバムの初回CD+DVD盤には「Satellite of love」のプロモーション映像として制作した押井守監督による短編アニメーション映画『Je t'aime』などを収録している。
2011年
3月9日にコンピレーション・アルバム『rare collectives vol.3』『rare collectives vol.4』を同時リリース。同月11日の東日本大震災発生に伴い、TERUがTwitterでストリーミング配信した「Thank you for your love」をバンドでアレンジして配信し、すべての収益を日本赤十字社を通じて義援金として寄付することを発表した。また、JIROがラジオパーソナリティを務めるFM802『BUGGY CRASH NIGHT』が協力し、公開録音『fm802×GLAY Presents「BUGGY CRASH NIGHT」』と題した復興支援イベントを行ったほか、TAKUROパーソナリティを務める「GLAY mobile」内のコンテンツ『TAKURO MOBILE MEETING』とTERUがラジオパーソナリティを務めるbayfm『TERU ME NIGHT GLAY』がコラボレーションした夕張での公開録音とアコースティックライブ、東京での復興支援ライブ『GLAY LIVE in "AX" JAPAN × Thank you for your love』などを行った。その後、GLAY初の台湾公演『ROCK AROUND THE WORLD FOREVER in TAIPEI』を台北市のLagacy Taipei、氣志團とのスペシャル・ギグ『極東ロックンロール・ハイスクール×Thank you for your love』をZepp Sendai、公式ファンクラブ「HAPPY SWING」設立15周年記念ライブを幕張メッセでそれぞれ開催した。また、函館にオフィシャルショップ「G4 Space」がオープンしたほか（2013年移転）、「直接ユーザーに作品を届けたい」想いを推し進めたオフィシャルストア「G-DIRECT」がオープンし、43rdシングル「G4・II -THE RED MOON-」はG-DIRECTのみでの発売となった。ツアー『GLAY HIGHCOMMUNICATIONS TOUR 2011-2012 "RED MOON & SILVER SUN"』を開催し、ツアー中に44thシングル「My Private "Jealousy"」（一般発売）とクリスマス・ミニ・アルバム『Hope and The Silver Sunrise』（G-DIRECTのみ）を発売した。なお、ミニ・アルバム収録曲「Time for Christmas」にはJUJUが参加している。
2012年
"HOTEL GLAY"を再びコンセプトとしたライブを7月30日・31日に長居スタジアムで開催することを発表し、「グリコ」とコラボレーションしたほか、ライブ当日には「ホテルトラスティ心斎橋」がGLAY仕様となった。5月には同ライブのテーマソング「Bible」を45thシングルとして発売した。『GLAY STADIUM LIVE 2012 THE SUITE ROOM in OSAKA NAGAI STADIUM』では1日目を「Super Welcome Party」、2日目を「Big Surprise Party」として開催し、アンコール前の映像でこれからの活動を「7 BIG SURPRISES」として発表した。46thシングル「JUSTICE from GUILTY」と47thシングル「運命論」を同時発売し、岩手と福島で行ったライブは地元優先で観てほしいというメンバーの想いから特別価格でチケットを販売した。
2013年
初のセルフプロデュースとなる11thアルバム『JUSTICE』と佐久間正英プロデュースによる12thアルバム『GUILTY』を同時発売し、オリコン1位・2位を独占した。アリーナツアー『GLAY ARENA TOUR 2013 "JUSTICE & GUILTY"』を開催後、アジアツアー『GLAY ASIA TOUR 2013 "JUSTICE & GUILTY"』を香港と台北で開催した。函館野外ライブのテーマソングとして配信開始していた「Eternally」を含む48thシングル「DARK RIVER/Eternally/時計」発売後、函館・緑の島で『GLAY Special Live 2013 in HAKODATE GLORIOUS MILLION DOLLAR NIGHT Vol.1』を開催した。函館市内一部のローソン店舗は、期間限定でGLAY仕様の「GLAY LAWSON」となった。2年ぶりとなる『テレビ朝日ドリームフェスティバル2013』には追加公演となった「プレミアムナイト」にEXILEとともに出演し、ACE OF SPADESの「WILD TRIBE」やGLAY×EXILEの「SCREAM」なども披露した。49thシングル「DIAMOND SKIN/虹のポケット/CRAZY DANCE」発売し、年末にはアコースティックライブを開催した。
2014年
デビュー20周年を迎えた5月25日に「東北六魂祭」とコラボレーションしたライブ『六魂Fes!×GLAY Special Live』を開催し、東北在住の約6,000人を招待した。50thシングル「BLEEZE」は『GLAY EXPO 2014』のテーマソングになった。東北6県でツアー『GLAY LIVE TOUR 2014 TOHOKU』を開催後、ひとめぼれスタジアム宮城で『GLAY EXPO 2014 TOHOKU 20th Anniversary』を開催し、セキスイハイムスーパーアリーナを「EXPO館」として使用した。
51stシングル「百花繚乱/疾走れ!ミライ」発売後、亀田誠治プロデュースによる13thアルバム『MUSIC LIFE』を発売。アルバムのディスクジャケットはビートルズ（The Beatles）のアルバム『リボルバー』（Revolver）のジャケット写真などをデザインしたクラウス・フォアマン（Klaus Voormann）が手掛けた。2CD盤は特典としてバラッド・ベスト・アルバムが付いており、公式ウェブサイトで収録曲を募集した『BALLADE BEST☆MELODIES』とメンバー選曲による『BALLADE BEST☆MEMORIES』（G-DIRECT限定商品）の2種類がある。ファン投票1位となった「つづれ織り 〜so far and yet so close〜」は『USENリクエスト J-POPランキング』で1位を獲得した。また、アリーナツアー『GLAY ARENA TOUR 2014-2015 Miracle Music Hunt』開催し、並行してホールツアー『Miracle Music Hunt+』も開催した。
2015年
5月25日に52ndシングル「HEROES/微熱(A)girlサマー/つづれ織り〜so far and yet so close〜」発売し、同月30日と31日には、10年ぶりの東京ドーム公演『20th Anniversary Final GLAY in TOKYO DOME 2015 Miracle Music Hunt Forever』を開催。31日公演のアンコールではYOSHIKIがサプライズゲストとして登場し、YOSHIKIがプロデュースを手掛けたメジャーデビューシングル「RAIN」を披露した。その後、6月28日にLUNA SEA主催のロック・フェスティバル『LUNATIC FEST.』、7月1日にチャットモンチーの対バン・ツアー『チャットモンチーの求愛ツアー♡2015』に出演した。7月25日・26日には函館アリーナのこけら落し公演となる『GLAY Special Live at HAKODATE ARENA GLORIOUS MILLION DOLLAR NIGHT Vol.2』を開催し、シングル曲のみでライブを構成した。函館市内には期間限定で再び「GLAY LAWSON」がオープンしたほか、タカラッシュ!の企画・監修による「リアル宝探し」などのイベントが行われた。

### 2016年 - 2020年
2016年
北海道新幹線開業イメージソング「Supernova Express 2016」を含む53rdシングル「G4・IV」が、シングルでは7年8か月ぶりとなるオリコン1位を獲得。これによりシングル・アルバムと共に1990年代・2000年代・2010年代と、3つの年代で1位獲得を果たした。また、シングルトップ10入りは、1996年「グロリアス」発売以来21年連続となり、V6、安室奈美恵と並び、歴代1位タイ記録となった。また、4月には熊本地震の被災者支援のために、1000万円を寄付した。さらに、4年ぶりの全国ホールツアー『GLAY HIGHCOMMUNICATIONS TOUR 2016 "Supernova"』を開催した。幕張メッセでの公式ファンクラブ設立20周年を記念したライブ『HAPPY SWING 20th Anniversary SPECIAL LIVE 〜We♡Happy Swing〜 Vol.2』開催後、54thシングル「［DEATHTOPIA］」を発売した。また、X JAPANやLUNA SEAとともにロック・フェスティバル『VISUAL JAPAN SUMMIT 2016』の中心バンドとして出演したほか、『テレビ朝日ドリームフェスティバル2016』にも出演した。東北と九州のホール会場では『GLAY HIGHCOMMUNICATIONS TOUR 2016 "Supernova" reprise』を開催した。夕張にはGLAYオリジナルのクリスマスツリーをプレゼントし、期間限定でイルミネーションが点灯した。
2017年
ホールツアー『GLAY HIGHCOMMUNICATIONS TOUR 2017 -Never Ending Supernova-』を開催、金沢公演はJIROが体調不良のためライブを欠席し、急遽内容を変更してライブを実施し、振替公演を行うことを発表したほか、金沢での追加公演も行った。『Red Bull Air Race Chiba 2017』の大会会場ではスペシャルライブを行った。14thアルバム『SUMMERDELICS』はアルバム通算14作目のオリコン1位を獲得。さらに、25公演で24万人動員のアリーナツアー『GLAY ARENA TOUR 2017 "SUMMERDELICS"』を開催し、並行してホール公演『GLAY HALL TOUR 2017 "AUTUMNDELICS"』を行った。ツアー中には55thシングル「WINTERDELICS.EP〜あなたといきてゆく〜」を発売、函館アリーナでは『GLAY ARENA TOUR 2017 "HAKODATE WINTERDELICS" 』を開催した。
2018年
公式のサブスクリプション型アプリとなる「GLAYアプリ」を公開。台湾と香港では『GLAY ARENA TOUR 2018 "SPRINGDELICS" in Taipei/Hong Kong』を開催した。その後、ロック・フェスティバル『LUNATIC FEST. 2018』に出演した。5年ぶりとなる函館・緑の島での野外ライブ『GLAY × HOKKAIDO 150 GLORIOUS MILLION DOLLAR NIGHT Vol.3』を開催し、車両全体にラッピング広告した函館市電が運行したほか、函館市の全面協力によるGLAYアプリを利用してメンバーゆかりの地を巡る「GLAY app presents "GLAY NAVIGATION" in HAKODATE」（略称：グレナビ）を実施した。その後、スペシャルオリンピックス日本公式応援ソング「YOUR SONG」とセブン-イレブンタイアップソング「愁いのPrisoner」を含む56thシングル「愁いのPrisoner/YOUR SONG」を発売し、セブン-イレブンとコラボレーションした「GLAY×セブン-イレブンフェア」を展開した。また、メンバーが選んだライブ映像のボックス・セット『GLAY SPECIAL 7 LIVES LIMITED BOX THE GLAY HERITAGE』をセブン-イレブン限定で販売し、翌年には抽選で購入者を招待した限定ライブを東京と大阪で開催した。
2019年
元日には公式サイトと読売新聞にて、デビュー25周年となる年に際して「GLAY DEMOCRACY」をテーマとした所信表明を行い、7つの公約を掲げた。4月には「はじまりのうた TV Size」、「元号」を配信リリースし、5月からホールツアー『GLAY LIVE TOUR 2019 -SURVIVAL- 令和最初のGLAYとHEAVY GAUGE』を開催した。デビュー日である5月25日は『GLAY 25周年公約発表会』を行い、残り3つの公約を発表したほか、2019年の7月31日にフリーライブを「GLAY DEMOCRACY」企画への賛同者や特設サイトにて「あなたの公約は?」としてファンから自分自身の公約を募集した都道府県の人口比率が多い場所で行うことも発表した。なお、この発表会はTERUが前日に熱湯を扱っていたところ顔に火傷を負ってしまったために医師の判断から発表会を欠席し、TAKURO・HISASHI・JIROの3人が出席した。ホールツアー後には初の韓国公演となる『GLAY 25th Anniversary Special Live in Seoul』を開催した。また、昨年に引き続きセブン-イレブンとコラボレーションしたフェアを展開し、タイアップ曲「JUST FINE」を含む57thシングル「G4・V-Democracy 2019-」は、セブン-イレブン限定盤「G4・Ⅶ-Eleven-」も発売した。フリーライブの開催場所は北海道に決まり、千歳アウトレットモール・レラの駐車場にて『GLAY DAY JAPAN PREMIER LIVE in Chitose』を行った。8月にはメットライフドームにて『GLAY 25th Anniversary "LIVE DEMOCRACY"』を開催し、「良いGLAY」と「悪いGLAY」をコンセプトとした2日間のライブを行った。
札幌ではデビュー25周年を記念した企画展『GLAY DEMOCRACY展』を開催し、翌年には東京・大阪で巡回展を開催。10月には15thアルバム『NO DEMOCRACY』を発売し、グループによる「アルバムTOP10入り作品数」記録でTUBE、B'zに次ぐ歴代単独3位（29作品）となった。『テレビ朝日ドリームフェスティバル2019』などに出演後、アリーナツアー『GLAY ARENA TOUR 2019-2020 DEMOCRACY 25TH HOTEL GLAY THE SUITE ROOM』を開催した。また、ツアーに合わせて日本国内のロフト9店舗で期間限定イベント『DEMOCRACY 25TH HOTEL GLAY -SWEET LOUNGE-』を開催した。
2020年
3月11日に各メンバーが収録曲を選んだベスト・アルバム『REVIEW II -BEST OF GLAY-』を発売。オリコン1位を獲得し、GLAYにとっては令和初・通算15作目となる首位獲得。これによってシングル・アルバムの総売上が4000万枚を突破したほか、音楽グループとしてはサザンオールスターズ以来2組目となる、4年代連続での首位獲得(1990年～2020年)も果たした。また、5月と12月にドームツアー『GLAY DOME TOUR 2020 DEMOCRACY 25TH "HOTEL GLAY GRAND FINALE"』を開催する 予定であったが、新型コロナウイルスの感染拡大や、来場者およびアーティスト、スタッフ、関係者などの健康と安全を最優先に考え、5月に開催予定であったナゴヤドーム・東京ドームでの公演は中止となった。なお、12月に開催予定の札幌ドームについては、今後の感染拡大の状況を鑑みて、政府および自治体の感染防止対策方針のもと、開催の可否が判断されるとのこと。また、医療関係者へ1000万円を寄付する旨も、YouTubeの公式チャンネル内にアップロードした動画にて、TAKUROから伝えられたほか、4月7日にはマスク5000枚を医療機関へ寄付することも発表された。6月には中止となってしまったドーム公演の代わりに、WOWOWでGLAYとしては初となる無観客ライブ『GLAY Special Live 2020 DEMOCRACY 25th INTO THE WILD Presented by WOWOW』を放送した。8月には58thシングル「G4・2020」の発売に合わせて収録曲である「ROCK ACADEMIA」のMV、そして函館の恵山で開催されたキャリア初となる「野外での無観客ライブ」の模様をYouTubeにて公開。10月には『GLAY DOME TOUR 2020 DEMOCRACY 25TH “HOTEL GLAY GRAND FINALE”』の会場に予定していた札幌ドームでの公演を、感染拡大の収束が見えないことから来場者やアーティスト、スタッフの健康と安全を最優先するため、会場をさいたまスーパーアリーナに変更して開催することを発表した。そして、「政府及び自治体のガイドラインに則った、徹底した予防策を講じた」上で、2DAYS開催した。

### 2021年 - 2025年 （メジャー・デビュー30周年）
2021年
1月、GLAY app限定で新曲「永遠を名乗る一秒 DEMO」を先行配信。2月17日、「GLAY EXPO」シリーズのパンフレットに封入されていた「GLAY EXPO本読みCD」全5作を、YouTubeの公式アカウントより5日間連続で配信開始。3月1日、「多くのエンタメを届ける」というコンセプトのもと、各メンバーの作曲楽曲だけで構成された4カ月連続配信ライブの開催、『ONE LOVE Anthology』のリリース、2020年末にさいたまスーパーアリーナで行われた「GLAY DEMOCRACY 25TH "HOTEL GLAY GRAND FINALE" in SAITAMA SUPER ARENA」の映像化、そして2021年内に16thアルバムをリリースすることを発表。また、これらの予告動画をアテレコ形式で制作、YouTubeにて計4回にわたって公開。第1弾をチョコレートプラネット、第2弾をパパラピーズ、第3弾を杉田智和、そして第4弾をGLAYのメンバー本人達が担当。5月4日、4月27日にリリースされた『ONE LOVE Anthology』が、オリコン週間アルバムランキングで9位を獲得。これでグループによる「アルバムTOP10入り獲得作品数」を更新した。5月15日、年内のアルバム発表に先駆け、5週連続で配信シングルをリリースする事を発表。[月2日には、ライブ映像作品『GLAY DEMOCRACY 25TH "HOTEL GLAY GRAND FINALE" in SAITAMA SUPER ARENA』を発売。Blu-ray版はオリコン週間ミュージックBDランキングで初登場1位を獲得した。7月31日の「GLAYの日」にサントリー「ザ・プレミアム・モルツ」シリーズ各種購入者限定の配信ライブ『GLAY×THE PREMIUM MALT'S The Premium Live』を開催。それを記念し、7月6日よりオンラインショップ限定で、プレミアムモルツのGLAYデザイン缶仕様が限定販売された。8月1日にはB'zが主催するライブイベント『B'z presents UNITE #01』の横浜公演への参加が発表された。10月6日、16thアルバム『FREEDOM ONLY』の発売とともに、主要サブスクリプションストリーミングサービスでのGLAY全453曲の配信が解禁された。同日には『FREEDOM ONLY』がオリコン週間アルバムランキング1位を獲得。さらに、自身初となるオリコンデジタルアルバムランキングも同時に1位を獲得し、デジタルシングル、ストリーミング含めてデジタルランキングで初の1位獲得となった。11月12日には『THE FIRST TAKE』に初出演し、アレンジャーにピアニストのTomi Yoを迎え、「Winter, Again」を披露した。同月24日には、「BAD APPLE」で同チャンネルに再登場し、引き続きアレンジャーにTomi Yoを迎え披露した。また、12月17日にはそのテイクを各種音楽配信サイトより、ダウンロードシングルとしても配信を開始した。
2022年
1月20日、TAKUROが新型コロナウイルスに感染したため、1月22日・23日に開催を予定していた『GLAY ARENA TOUR 2021-2022 "FREEDOM ONLY"』静岡エコパアリーナ公演が中止となった。公演中止に伴い、2014年に同会場でも開催された『GLAY ARENA TOUR 2014-2015 Miracle Music Hunt』横浜アリーナ公演のライブ映像をYouTubeにて期間限定で公開した。4月2日、本来は2021年夏に開催予定であったオフィシャルファンクラブ発足25周年記念ライブ『GLAY LIVE TOUR 2022 ～We♡Happy Swing～ Vol.3 Presented by HAPPY SWING 25th Anniv.』を7月に開催すること、またファンクラブ会員以外でも参加できる旨を発表した。7月13日、同ツアーの大阪城ホールでの公演が、GLAYとしての通算1000回目の公演となった。また、7月31年の千葉・幕張メッセ国際展示場9〜11ホールでの公演内のコーナーにて、2024年にGLAY主催のフェスを行うことがHISASHIの口から発表された。9月21日、60thシングル「Only One,Only You」のリリースと同時に、TikTok公式アカウントを開設し、全602曲を配信した。
2023年
2月15日、61枚目のシングル「HC 2023 episode 1 -THE GHOST/限界突破-」より「限界突破」、そしてYouTubeではまだ公開されていなかった・ショートバージョンのみで公開されていた過去の楽曲のミュージックビデオ111曲を、フルサイズで配信開始。3月2日より、7年ぶりとなる「HIGHCOMMUNICATIONS TOUR」を開催。3月8日、同シングルがオリコン3位を獲得したことにより、オリコン週間シングルランキングTOP10入り連続年数記録が歴代1位となった。6月11日、東京ガーデンシアターでの公演をもって「HIGHCOMMUNICATIONS TOUR 2023 -The Ghost of GLAY-」ツアーを完走。7月3日、さらば青春の光の森田哲矢が率いるモルックチーム「キングオブモルック」のユニフォームスポンサーとなった。11月から12月にかけては、アリーナツアー「GLAY HIGHCOMMUNICATIONS TOUR 2023 -The Ghost Hunter-」も開催し、ツアー初日のゼビオアリーナ仙台での公演より、4年ぶりとなるコロナ規制の解除(マスクや声出しなどの新型コロナウイルスによる規制)をした。12月10日、2024年放送予定のアニメ「グレンダイザーU」のオープニングテーマを担当した(楽曲は「会心ノ一撃」)。12月24日、メジャーデビュー30周年に向けて、「“GLAY EXPO”」をテーマに掲げ、この発表に合わせて、2024年の予定の一部を発表。また、デビュー30周年記念のキービジュアルを、「ONE PIECE」で知られる漫画家、尾田栄一郎が手掛けた。
2024年
1月5日、イギリスを代表するロックバンドQUEENの来日ツアー『QUEEN+ADAM LAMBERT THE RHAPSODY TOUR』の、2月10日の北海道公演で、スペシャルゲストとして出演することが決まった。1月6日、令和6年能登半島地震災害義援金として、日本赤十字社に1,000万円を寄付した。1月15日、6月8日と9日にベルーナドームで開催するデビュー30周年キックオフ公演「GLAY 30th Anniversary GLAY EXPO 2024-2025」のセットリストを、GLAYがメジャーデビュー以降に行った全ツアーと全単独公演から厳選した100公演の中からファン投票で決め、「今のGLAY」で再現する事を発表した。2月7日、『THE FRUSTRATED Anthology』のリリース日と、キャリア初となる公式ロゴを決定。デザインはデビュー30周年記念のキービジュアルも担当した尾田栄一郎が手掛けた。2月28日、6月のベルーナドーム2days公演のセットリスト投票の結果は、「MAKUHARI MESSE 10TH ANNIVERSARY GLAY EXPO '99 SURVIVAL」に決まった。5月25日、1994年から2024年までに発表した全シングル＆アルバムのジャケット写真や、ミュージックビデオのクリエイターの方々に取材をし、コンセプトやテーマ、制作秘話などを一挙紹介した『GLAY CREATIVE COLLECTION 1994-2024』を発売。6月21日、「GLAY×JAY」として『ミュージックステーション』に出演。この回には同じく『HYDE×MY FIRST STORY』としてコラボしたHYDEと久々に共演し、話題となったほか、同番組終了後には、お互い2ショット写真をアップロードし、更に同番組にサプライズで出演したビリー・アイリッシュとも撮影をし、これまた話題をさらった。8月17日には、GLAYとしては初となるSUMMER SONICへ出演、同月24日には台湾最大級のフェスである「2024 SUPER SLIPPA 超犀利趴13」に出演。GLAYとしては海外のフェスへの出演も初であり、Maydayやflumpoolのボーカル山村隆太とのコラボも果たした。9月18日、LUNA SEAとの25年振りとなるツーマンライブ「The Millennium Eve 2025」を、2025年2月22日に東京ドームにて開催することを発表。10月に新アルバム『Back To The Pops』をリリース。10月18日、「K&K缶つま」とコラボした『GLAY 30th Anniversary Special Collaboration Set』がROJI日本橋オンラインストアにて数量限定で販売された。11月から翌年1月にかけてはアリーナツアー『GLAY 30th Anniversary ARENA TOUR 2024-2025 “Back To The Pops” Presented by GLAY EXPO』を開催。11月19日、1999年以来、25年振りとなる紅白歌合戦への出場が決まった。更に同月21日には、『第66回 輝く！日本レコード大賞』の特別賞を受賞した。12月22日、デビュー30周年記念ツアー「GLAY 30th Anniversary ARENA TOUR 2024-2025 “Back To The Pops” Presented by GLAY EXPO」広島公演にて、翌年2025年5月と6月にかけて、ドームライブ「GLAY 30th Anniversary GLAY EXPO 2024-2025 GRAND FINALE」を開催する旨を発表した。12月30日、新国立劇場で開催された「第66回輝く! 日本レコード大賞」にて、TAKUROが30周年を振り返って「すごい長い時間だった」と述べた上で、「30周年を前にHISASHIが『死ぬまでGLAYやらないか』って言ってくれて、そこから僕らは解散しないバンドとしてこれからも活動していきたいと思いますので、皆さん応援よろしくお願いします」と生涯現役を宣言した。
2025年
1月9日、2024年発売のアルバム『Back To The Pops』がCDショップ大賞2025の赤賞に選ばれた。1月19日、30周年記念ツアーのファイナルである横浜アリーナの公演の、アンコールにて4月発売のベストアルバムの詳細を発表。4月23日に『DRIVE 1993〜2009-GLAY complete BEST』『DRIVE 2010～2026-GLAY complete BEST』を同時発売。 2作品が共にオリコンTOP10入りを果たしたことにより、自身の持つ「グループによるアルバムTOP10入り獲得作品数」記録は歴代2位（計38作品）となった。 また、その2作のジャケットに、GLAYの30周年ロゴおよびキービジュアルを手がけた尾田栄一郎によるイラストが採用される。そして同2作の収録曲を決めるファン投票を、同月30日まで開催した。2月10日、公式YouTubeチャンネルの登録者数が50万人を達成。4月11日、同月23日に発売のベストアルバムに収録される新曲「悲願」のコラボレーション相手が、小田和正であることを発表。4月30日、雑誌「anan」2445号 スペシャルエディションの表紙に初登場を果たす。5月20日、デビュー30周年企画のグランドフィナーレを記念し、貞本義行がGLAYを描き下ろしたイラストが公開された。5月21日、「HOWEVER」が「オリコン週間ストリーミングランキング」(5月21日発表)で週間再生数55.5万回(55万5245回)を記録。これにより累積再生数は1億8.9万回(1億8万9436回)となり、「オリコンストリーミングランキング」において、自身初の累積再生数1億回突破を記録した。5月31日・6月1日、10年振りとなる東京ドーム公演を完遂、2日間で10万人を動員した。また、サプライズゲストとして、初日にはYUKI、2日目にはhydeが出演した。6月8日、TERUの誕生日・前年より「GLAY 30th Anniversary GLAY EXPO 2024-2025」から丸1年の節目となったこの日に、GLAYとしては24年振りとなった京セラドーム大阪での公演を以て「GLAY 30th Anniversary GLAY EXPO 2024-2025 GRAND FINALE」を完遂。デビュー30周年のテーマである「GLAY EXPO」を完結させた。

## 受賞歴
全日本有線放送大賞
- 『第29回全日本有線放送大賞』
  - ゴールド・リクエスト賞「BELOVED」
- 『第30回全日本有線放送大賞』
  - 大賞「HOWEVER」

日本有線大賞
- 『第30回日本有線大賞』
  - 大賞・有線音楽優秀賞（ポップス）「HOWEVER」[9]
- 『第32回日本有線大賞』
  - 大賞「Winter,again」[10]
  - 最多リクエスト歌手賞[10]

日本レコード大賞
- 『第39回日本レコード大賞』
  - アルバム大賞・ベストアルバム賞『BELOVED』[212]
  - 優秀作品賞「HOWEVER」[212]
- 『第40回日本レコード大賞』
  - ベストアルバム賞『pure soul』[213]
- 『第41回日本レコード大賞』
  - レコード大賞・優秀作品賞「Winter,again」[11]
- 『第66回日本レコード大賞』
  - 特別賞

JASRAC賞
- 『第16回JASRAC賞』銅賞「HOWEVER」[214]

ゴールデン・アロー賞
- 『第35回ゴールデン・アロー賞』音楽賞[215]

日本ゴールドディスク大賞
- 『第12回日本ゴールドディスク大賞』
  - アーティスト・オブ・ザ・イヤー[216]
  - ロック・アルバム・オブ・ザ・イヤー『REVIEW-BEST OF GLAY』[216]
  - ミュージック・ビデオ・オブ・ザ・イヤー『HIT THE WORLD GLAY Arena Tour '97 at Yoyogidaiichitaiikukan』[216]
- 『第13回日本ゴールドディスク大賞』
  - ロック・アルバム・オブ・ザ・イヤー『pure soul』[217]
  - ソング・オブ・ザ・イヤー「誘惑」「SOUL LOVE」「BE WITH YOU」[217]
  - ミュージック・ビデオ・オブ・ザ・イヤー『“pure soul”TOUR '98』[217]
- 『第14回日本ゴールドディスク大賞』
  - ソング・オブ・ザ・イヤー「Winter,again」「ここではない、どこかへ」[218]
  - ロック・アルバム・オブ・ザ・イヤー『HEAVY GAUGE』[218]
  - ミュージック・ビデオ・オブ・ザ・イヤー『サバイバル』[218]
- 『第15回日本ゴールドディスク大賞』
  - ソング・オブ・ザ・イヤー「とまどい/SPECIAL THANKS」[219]
  - ロック・アルバム・オブ・ザ・イヤー『DRIVE-GLAY complete BEST』[219]
- 『第17回日本ゴールドディスク大賞』
  - ソング・オブ・ザ・イヤー「Way of Difference」[220]
- 『第20回日本ゴールドディスク大賞』
  - ソング・オブ・ザ・イヤー「SCREAM」（GLAY×EXILE）[221]

歌手ナビ音楽祭
- 『第1回歌手ナビ音楽祭』グランプリ

ショートショートフィルムフェスティバル
- 『ショートショート フィルムフェスティバル&アジア 2009』【ミュージックShort部門】優秀賞『SAY YOUR DREAM』[222][223]
- 『ショートショート フィルムフェスティバル&アジア 2015』【ミュージックShort部門】シネマチックアワード特別賞『疾走れ!ミライ』[224]

MTV Video Music Awards Japan
- 『MTV VMAJ 2014』インスピレーション・アワード・ジャパン[225]
- 『MTV VMAJ 2019』「MTV Rock the World Award」[226][227]

dTV MUSIC LIVE AWARDS
- dTV MUSIC LIVE AWARDS 2021『企画特別賞』「GLAY野外無観客ライブ in 函館・恵山」[228]

CDショップ大賞
- 第17回CDショップ大賞2025 入賞(赤)『Back To The Pops』[229]

### その他
- 函館市栄誉賞[46]
- 元ギネス世界記録「単独アーティストによる有料ライブにおける最多観客動員『GLAY EXPO '99 SURVIVAL』」[230]

## NEVER MIND
NEVER MIND（ネヴァー・マインド）は、GLAYのメンバーやサポートメンバーのTOSHIなどにより結成した覆面パンクバンド。GLAYとは同郷で、同郷のよしみで誘われた、という設定。1997年に大阪で行ったGLAYのシークレットライブに前座として突如登場し、セックス・ピストルズ（Sex Pistols）の「アナーキー・イン・ザ・U.K.」（Anarchy in the U.K.）を演奏した。その後もごく稀にGLAYのライブに登場するスタイルをとっている。
| 人名     | パート           | 演じた人物 |
| -------- | ---------------- | ---------- |
| テリー   | ボーカル         | TERU       |
| タックン | ギター、ボーカル | TAKURO     |
| トニー   | ギター、ボーカル | HISASHI    |
| ジド     | ベース、ボーカル | JIRO       |
| ボーボー | ドラムス         | TOSHI      |

| 発売日        | タイトル      | 販売形態       | 規格品番 | 備考                                                                                                 |
| ------------- | ------------- | -------------- | -------- | --- |
| 1998年9月15日 | I LOVE 入浴   | デモテープ     | -        | 1曲収録。1998年9月15日に仙台で行ったシークレットライブで無料配布。                                   |
| 2000年5月26日 | I LOVE N.M    | カセットテープ | PLGX-001 | 全国のCDショップで2,000円で販売。                                                                    |
| 2001年7月28日 | I LOVE N.M +3 | CD             | PLGX-002 | カセットテープ版に3曲追加し、CD完全版として2001年と2004年に開催した「GLAY EXPO」会場限定で発売した。 |

## タイアップ曲一覧
| 年                 | 曲                                                                                                 | タイアップ先                                                                                    |
| ------------------ | -------------------------------------------------------------------------------------------------- | ----------------------------------------------------------------------------------------------- |
| 1994年             | RAIN                                                                                               | TBS系アニメ『ヤマトタケル』エンディングテーマ                                                   |
| 1994年             | RAIN                                                                                               | 東宝系映画『ヤマトタケル』主題歌                                                                |
| 1994年             | 真夏の扉                                                                                           | TBS系アニメ『ヤマトタケル』オープニングテーマ                                                   |
| 1994年             | Life 〜遠い空の下で〜                                                                              | テレビ朝日系「福ぶくろ」エンディングテーマ                                                      |
| 1994年             | Freeze My Love                                                                                     | テレビ朝日系『リングの魂』オープニングテーマ                                                    |
| 1995年             | ずっと2人で…                                                                                       | テレビ朝日系『チャンネル99』エンディングテーマ                                                  |
| 1995年             | GONE WITH THE WIND                                                                                 | NHK-BS2アニメ『バイカーマイス』オープニングテーマ                                               |
| 1995年             | Yes, Summerdays                                                                                    | MIKI「カメリアダイヤモンド」「ブティックJOY」TV-CFイメージソング                                |
| 1995年             | 生きてく強さ                                                                                       | テレビ朝日系『かざあなダウンタウン』オープニングテーマ                                          |
| 1996年             | グロリアス                                                                                         | ヴィクトリア「'96 Victoria」TV-CFイメージソング                                                 |
| 1996年             | Believe in fate                                                                                    | NHK-FM『ミュージック・スクエア』オープニングテーマ                                              |
| 1996年             | Together                                                                                           | ミズノCMソング                                                                                  |
| 1996年             | BELOVED                                                                                            | TBS系ドラマ『ひと夏のプロポーズ』主題歌                                                         |
| 1996年             | BELOVED                                                                                            | 北海道新聞社「北海道新聞」CMソング                                                              |
| 1996年             | a Boy〜ずっと忘れない〜                                                                            | NHK総合テレビ『ポップジャム』エンディングテーマ                                                 |
| 1997年             | 春を愛する人                                                                                       | 三菱自動車「パジェロJr.」CMソング                                                               |
| 1997年             | GROOVY TOUR                                                                                        | 三菱自動車「パジェロJr.」CMソング                                                               |
| 1997年             | 口唇                                                                                               | フジテレビ系『HEY!HEY!HEY! MUSIC CHAMP』エンディングテーマ                                      |
| 1998年             | HOWEVER                                                                                            | TBS系ドラマ『略奪愛・アブない女』主題歌                                                         |
| 1998年             | Freeze My Love                                                                                     | TBS系ドラマ『略奪愛・アブない女』オープニングテーマ                                             |
| 1998年             | 誘惑                                                                                               | TDK「ミニディスクXAシリーズ」キャンペーンソング                                                 |
| 1998年             | SOUL LOVE                                                                                          | カネボウ「ブロンズラヴ '98夏」キャンペーンソング                                                |
| 1998年             | YOU MAY DREAM                                                                                      | 明治製菓「ホルン」CMソング                                                                      |
| 1998年             | pure soul                                                                                          | TDK「ミニディスクXAシリーズ」キャンペーンソング                                                 |
| 1998年             | BE WITH YOU                                                                                        | フジテレビ系ドラマ『タブロイド』主題歌                                                          |
| 1999年             | Winter,again                                                                                       | JR東日本「JR SKISKI」キャンペーンソング                                                         |
| 1999年             | YOU MAY DREAM                                                                                      | フジテレビ系『フォーミュラ・ニッポン』中継テーマソング                                          |
| 1999年             | サバイバル                                                                                         | TDK「ミニディスクXGシリーズ」CMソング                                                           |
| 1999年             | サバイバル                                                                                         | テレビ東京系アニメ『KAIKANフレーズ』オープニングテーマ                                          |
| 1999年             | ここではない、どこかへ                                                                             | フジテレビ系ドラマ『パーフェクトラブ!』主題歌                                                   |
| 1999年             | FATSOUNDS                                                                                          | 明治製菓「ホルン」CMソング                                                                      |
| 1999年             | Will Be King                                                                                       | 明治製菓「フラン」CMソング                                                                      |
| 1999年             | 生きがい                                                                                           | TDK「デジタルメディア」CMソング                                                                 |
| 2000年             | HAPPINESS -WINTER MIX-                                                                             | TBS系ドラマ『金曜日の恋人たちへ』主題歌                                                         |
| 2000年             | とまどい                                                                                           | TBS系『ウンナンのホントコ!「未来日記VII」』テーマソング                                         |
| 2000年             | SPECIAL THANKS                                                                                     | 松竹系映画『映画版 未来日記』主題歌                                                             |
| 2001年             | GLOBAL COMMUNICATION                                                                               | M-UP「GLAYPHONE（au by KDDI）」CMソング                                                         |
| 2001年             | STAY TUNED                                                                                         | ニフティ「Broadband@nifty」CMソング                                                             |
| 2001年             | 嫉妬                                                                                               | ライフ「GLAY LIFE Mastere Card」CMソング                                                        |
| 2001年             | 君が見つめた海                                                                                     | 日本赤十字社「20歳の献血キャンペーン」CMソング                                                  |
| 2001年             | Fighting Spirit                                                                                    | サントリー「ダイエット（生）」CMソング                                                          |
| 2002年             | Way of Difference                                                                                  | フジテレビ系『あいのり』主題歌                                                                  |
| 2002年             | またここであいましょう                                                                             | 日本航空「JAL NEW CHINA」イメージソング                                                         |
| 2002年             | 逢いたい気持ち                                                                                     | テレビ朝日系ドラマ『サトラレ』主題歌                                                            |
| 2002年             | 航海                                                                                               | ライフ「GLAY LIFE Master Card "北京メモリアルタイプ"」CMソング                                  |
| 2003年             | いつか                                                                                             | TBS系ドラマ『刑事☆イチロー』主題歌                                                              |
| 2003年             | 幸せになる、その時に。                                                                             | TBS系ドラマ『刑事☆イチロー』挿入歌                                                              |
| 2003年             | BEAUTIFUL DREAMER                                                                                  | SUZUKI「シボレー・クルーズ」CMソング                                                            |
| 2003年             | STREET LIFE                                                                                        | NTT DoCoMo企業CMソング                                                                          |
| 2004年             | 時の雫                                                                                             | テレビ朝日系ドラマ『スカイハイ2』主題歌                                                         |
| 2004年             | Billionaire Champagne Miles Away                                                                   | WOWOWヨーロッパサッカーイメージソング                                                           |
| 2004年             | Runaway Runaway                                                                                    | ライフ「Lifeカード」CMソング                                                                    |
| 2004年             | 天使のわけまえ                                                                                     | SUZUKI「シボレー・クルーズ」CMソング                                                            |
| 2004年             | ピーク果てしなく ソウル限りなく                                                                    | WOWOWサッカーサマーキャンペーンソング                                                           |
| 2004年             | 南東風 〜PEACEFUL SESSION〜                                                                        | WOWOWサッカーサマーキャンペーンソング                                                           |
| 2004年             | Blue Jean                                                                                          | エステティックTBCサマーキャンペーン ソング                                                      |
| 2005年             | タイトル未発表                                                                                     | ハウス「北海道クリームシチュー」CMソング                                                        |
| 2005年             | つづれ織り 〜so far and yet so close〜                                                             | JAPAN FM NETWORK「防災特別番組Japan FM Network Special ～Heat to Heat 2005～」テーマソング      |
| 2005年             | SCREAM（GLAY×EXILE）                                                                               | TBSテレビ50周年記念特別番組『DOORS』テーマソング                                                |
| 2006年             | 誰かの為に生きる                                                                                   | TBS系『J-SPORTS SUPER SOCCER PLUS』テーマソング                                                 |
| 2006年             | 夏音                                                                                               | TBS系『恋するハニカミ!』7月-9月度テーマソング                                                   |
| 2006年             | 変な夢 〜THOUSAND DREAMS〜                                                                         | Modern Amusement企業CMソング                                                                    |
| 2007年             | 鼓動                                                                                               | 東映映画『大帝の剣』主題歌                                                                      |
| 2007年             | ASHES -1969-                                                                                       | テレビ朝日系『アドレな!ガレッジ』エンディングテーマ                                             |
| 2008年             | STARLESS NIGHT                                                                                     | 日本テレビ系サッカー番組イメージソング                                                          |
| 2008年             | STARLESS NIGHT                                                                                     | 富士通テン「ECLIPSEカーナビゲーション」CMソング                                                 |
| 2008年             | VERB                                                                                               | 日本テレビ系『音楽戦士 MUSIC FIGHTER』2009年6月度オープニングテーマ                             |
| 2008年             | VERB                                                                                               | エムティーアイ「music.jp」CMソング                                                              |
| 2008年             | I LOVE YOUをさがしてる                                                                             | テレビ朝日ドラマ『打撃天使ルリ』主題歌                                                          |
| 2008年             | 紅と黒のMATADORA                                                                                   | 韓国映画『宿命』主題歌                                                                          |
| 2009年             | 春までは                                                                                           | TOYOTA「トヨタ・プリウス」CMソング                                                              |
| 2009年             | I am xxx                                                                                           | 映画『ラスト・ブラッド』主題歌                                                                  |
| 2009年             | laotour 〜震える拳が掴むもの〜                                                                     | 日本テレビ系『ワールドプレミアムボクシング The REAL9』イメージソング                            |
| 2009年             | Synchronicity                                                                                      | バンダイナムコゲームス『マグナカルタ2』テーマソング                                             |
| 2009年             | LET ME BE                                                                                          | 映画『イサム・カタヤマ=アルチザナル・ライフ』主題歌                                             |
| 2009年             | FAME IS DEAD                                                                                       | MTV JAPAN『MTV DAM WANNASING』11月度マンスリーアーティストCMソング                              |
| 2010年             | HOWEVER（替え歌）                                                                                  | 日清食品「カップヌードル」CMソング                                                              |
| 2010年             | Precious                                                                                           | 日本テレビ系『スッキリ!!』2010年9月度エンディングテーマ                                         |
| 2010年             | 汚れなきSEASON                                                                                     | イオン「ヒートファクト」CMソング                                                                |
| 2013年             | 運命論                                                                                             | 日本テレビ系『スッキリ!!』2013年1月度テーマソング                                               |
| 2013年             | 運命論                                                                                             | 『うたパス×au Exclusive Live』企画テーマソング                                                  |
| 2013年             | 真昼の月の静けさに                                                                                 | 東映映画『草原の椅子』主題歌                                                                    |
| 2013年             | DARK RIVER                                                                                         | NHK総合テレビドラマ『激流〜私を憶えていますか?〜』主題歌                                        |
| 2013年             | 時計                                                                                               | NHK総合テレビドラマ『激流〜私を憶えていますか?〜』挿入歌                                        |
| 2013年             | Eternally                                                                                          | メナード化粧品「イルネージュ」CMソング                                                          |
| 2013年             | 虹のポケット                                                                                       | 横浜ゴム「アイスガード ファイブ/iceGUARD 5」CMソング                                            |
| 2013年             | DIAMOND SKIN                                                                                       | カプコンゲームアプリ『CROSS×BEATS』提供曲                                                       |
| 2013年             | DIAMOND SKIN                                                                                       | テレビ朝日系『お願い!ランキング』2013年12月度エンディングテーマ                                 |
| 2014年             | BLEEZE                                                                                             | アイシティ「夏をアイしてキャンペーン！」CMソング                                                |
| 2014年             | YOU                                                                                                | Dlife『よみがえり 〜レザレクション〜』エンディングテーマ                                        |
| 2014年             | 疾走れ！ミライ                                                                                     | テレビ東京系アニメ『ダイヤのA』オープニングテーマ                                               |
| 2014年             | 百花繚乱                                                                                           | テレビ東京系『ヨソで言わんとい亭〜ココだけの話が聞ける（秘）料亭〜』エンディングテーマ          |
| 2014年             | 百花繚乱                                                                                           | KBCテレビ『V3』11月度オープニングテーマ                                                         |
| 2014年             | MUSIC LIFE                                                                                         | 北海道テレビ『ハナタレナックス』オープニングテーマ                                              |
| 2014年             | さくらびと                                                                                         | 読売テレビ・日本テレビ系『情報ライブ ミヤネ屋』エンディングテーマ                               |
| 2015年             | HEROES                                                                                             | テレビ東京系アニメ『ダイヤのA』オープニングテーマ                                               |
| 2015年             | HEROES                                                                                             | テレビ神奈川『第97回全国高等学校野球選手権神奈川大会』中継テーマソング                          |
| 2015年             | 微熱Ⓐgirlサマー                                                                                    | アイシティ「夏のキャンペーン」CMソング                                                          |
| 2015年             | 空が青空であるために                                                                               | テレビ東京系アニメ『ダイヤのA -SECOND SEASON-』オープニングテーマ                               |
| 2015年             | Supernova Express 2016                                                                             | 北海道新幹線開業イメージソング                                                                  |
| 2016年             | Supernova Express 2016                                                                             | 北海道新幹線開業イメージソング                                                                  |
| Scoop              | テレビ朝日系『お願い!ランキング』1月度エンディングテーマ                                           |                                                                                                 |
| 彼女はゾンビ       | TBS系『王様のブランチ』2月・3月度エンディングテーマ                                                |                                                                                                 |
| デストピア         | テレビアニメ『クロムクロ』オープニングテーマ                                                       |                                                                                                 |
| 超音速デスティニー | テレビアニメ『クロムクロ』オープニングテーマ                                                       |                                                                                                 |
| 超音速デスティニー | AbemaTV『AbemaPrime』エンディングテーマ                                                            |                                                                                                 |
| 2017年             | XYZ                                                                                                | 『Red Bull Air Race Chiba 2017』テーマソング                                                    |
| 2017年             | the other end of the globe                                                                         | MBS・TBS系ドラマ『ファイナルファンタジーXIV 光のお父さん』主題歌                                |
| 2017年             | ロングラン                                                                                         | 『北海道マラソン2017』オフィシャルソング                                                        |
| 2017年             | シン・ゾンビ                                                                                       | バンダイナムコアミューズメント『太鼓の達人』コラボレーションソング                              |
| 2017年             | SUMMERDELICS                                                                                       | TBS系『王様のブランチ』2017年7月度エンディングテーマ                                            |
| 2017年             | 聖者のいない町                                                                                     | Dlife『MACGYVER/マクガイバー』エンディングテーマ                                                |
| 2017年             | あなたといきてゆく                                                                                 | テレビ東京系ドラマ『ユニバーサル広告社〜あなたの人生、売り込みます!〜』主題歌                   |
| 2018年             | 疾走れ！ミライ（スペシャルバージョン）                                                             | 「北海道日本ハムファイターズ誕生15thプロジェクト」オフィシャルテーマソング                      |
| 2018年             | XYZ                                                                                                | 『Red Bull Air Race Chiba 2018』テーマソング                                                    |
| 2018年             | ロングラン                                                                                         | 『北海道マラソン2018』オフィシャルソング                                                        |
| 2018年             | YOUR SONG                                                                                          | スペシャルオリンピックス日本公式応援ソング                                                      |
| 2018年             | 愁いのPrisoner                                                                                     | セブン-イレブンタイアップソング                                                                 |
| 2019年             | はじまりのうた                                                                                     | テレビ東京系アニメ『ダイヤのA actII』オープニングテーマ                                         |
| 2019年             | COLORS                                                                                             | ギャガ映画『劇場版 ファイナルファンタジーXIV 光のお父さん』主題歌                               |
| 2019年             | YOUR SONG feat. MISIA                                                                              | スペシャルオリンピックス日本公式応援ソング                                                      |
| 2019年             | Into the Wild                                                                                      | SUBARU「レヴォーグ」CMソング                                                                    |
| 2019年             | JUST FINE                                                                                          | セブン-イレブンフェア タイアップソング                                                          |
| 2019年             | 氷の翼                                                                                             | 日中合作映画『オーバー・エベレスト 陰謀の氷壁』日本語吹替版主題歌                               |
| 2019年             | 流星のHowl                                                                                         | テレビ東京系アニメ『ダイヤのA actII』オープニングテーマ                                         |
| 2020年             | Into the Wild                                                                                      | SUBARU「レヴォーグ」CMソング                                                                    |
| 2020年             | 流星のHowl                                                                                         | AIRDO×石屋製菓「BE ONE HOKKAIDO 心を一つに、北海道へ応援メッセージを」公式応援ソング            |
| 2020年             | 永遠を名乗る一秒                                                                                   | 第40回『さっぽろホワイトイルミネーション』コラボレートソング                                    |
| 2021年             | 永遠を名乗る一秒                                                                                   | TBS系『2021 HBC CUP JUMP』テーマソング                                                          |
| 2021年             | はじまりのうた                                                                                     | JAグループ北海道 CMソング                                                                       |
| 2021年             | BETTY BLUE                                                                                         | ノエビア「2021年 冬篇」WEB CMソング                                                             |
| 2021年             | BETTY BLUE                                                                                         | 第41回『さっぽろホワイトイルミネーション』コラボレートソング                                    |
| 2021年             | Winter,again                                                                                       | 第41回『さっぽろホワイトイルミネーション』コラボレートソング                                    |
| 2021年             | 永遠を名乗る一秒                                                                                   | 第41回『さっぽろホワイトイルミネーション』コラボレートソング                                    |
| 2021年             | 永遠を名乗る一秒                                                                                   | セイコーマート クリスマスシーズンCMソング                                                       |
| 2021年             | 永遠を名乗る一秒                                                                                   | セイコーマート50周年記念ワインCMソング                                                          |
| 2022年             | 永遠を名乗る一秒                                                                                   | HBC北海道放送「2022 HBC CUP JUMP」エンディングテーマ                                            |
| 2022年             | GALAXY                                                                                             | WOWOWテニス2022シーズンイメージソング                                                           |
| 2022年             | FRIED GREEN TOMATOES                                                                               | JR北海道「HOKKAIDO LOVE!6日間周遊パス」CMソング                                                 |
| 2022年             | FRIED GREEN TOMATOES                                                                               | 北海道内のハローワークの利用促進プロモーションソング                                            |
| 2022年             | クロムノワール                                                                                     | テレビ東京系「WBS ワールドビジネスサテライト」エンディングテーマ                                |
| 2022年             | 永遠を名乗る一秒                                                                                   | セイコーマート「ケーキ篇」「メニュー篇」CMソング                                                |
| 2023年             | 限界突破                                                                                           | モバイルゲームアプリ「ブラッククローバーモバイル 魔法帝への道 The Opening of Fate」テーマソング |
| 2023年             | Pianista                                                                                           | モバイルゲームアプリ「ブラッククローバーモバイル 魔法帝への道 The Opening of Fate」テーマソング |
| 2023年             | Buddy                                                                                              | 日本テレビ系「DayDay.」9月度エンディングテーマ                                                  |
| 2023年             | 永遠を名乗る一秒                                                                                   | セイコーマート「ケーキ篇」「メニュー篇」CMソング                                                |
| 2024年             | 会心ノ一撃                                                                                         | アニメ「グレンダイザーU」オープニングテーマ                                                     |
| 2024年             | さよならはやさしく                                                                                 | NHK北海道「北海道道」テーマ曲                                                                   |
| 2024年             | シェア                                                                                             | 株式会社HBA創業60周年CMソング                                                                   |
| 2024年             | 誘惑 (『HC episode3 -GLAY HIGHCOMMUNICATIONS TOUR 2023 -The Ghost Hunter- in Port Messe Nagoya-』) | TOKYO MX「5時に夢中!」エンディングテーマ                                                        |
| 2024年             | Beautiful like you                                                                                 | HBC北海道放送ドラマ『三笠のキングと、あと数人』主題歌                                           |
| 2025年             | Beautiful like you                                                                                 | 2025HBCカップジャンプエンディングテーマ                                                         |

## 出演

### ラジオ
- AIR-G'『GLAY in FM ROCK KIDS』（1994年10月1日 – 12月24日）
- bayfm『Music Pulse on Tokyo Bay』（1995年4月5日 – 1996年9月）
- TOKYO FM『GLAY RADIO COMMUNICATION』（2001年10月7日 - 2003年9月28日）
- ニッポン放送『@llnightnippon.com RADIO GLAY』『オールナイトニッポンスペシャル「RADIO GLAY」』（1999年5月10日、2000年8月21日、2000年11月1日、2001年5月5日、2003年10月24日、2004年3月26日）
- ニッポン放送『GLAYのオールナイトニッポンGOLD』（2013年12月6日）[283]
- NHK-FM『今日は一日"GLAY"三昧』（2019年10月22日）[284]

### テレビ
- NHK総合テレビ『GLAY・奇跡と栄光の向こうに…』（1999年5月5日）
- フジテレビ系『GLAY GLOBAL COMMUNICATION』（2001年4月11日 - 6月27日）
- フジテレビ系『「ONE LOVE」GLAY密着30万人の夏〜そして未来へ〜 史上空前ライブはこうして生まれた』（2001年11月3日）
- テレビ朝日系『GLAY ONE LOVE in 北京 〜日中国交正常化三十周年特別記念コンサート』（2002年12月14日）
- WOWOW『GLAY SPECIAL 〜BEAUTIFUL DREAMER〜』（2003年11月4日）
- 日本テレビ系『ZERO CULTURE スピンオフ「NEWS ZERO特別版 GLAY独占密着!15年目のメッセージ」』（2009年9月11日）[285]
- WOWOW『GLAY スペシャル 〜20th Anniversary〜』（2015年3月1日）
- 民放各局『GLAY 20th Anniversary 〜20年の軌跡〜』（2015年6月15日から順次放送[286]、dTVでも配信開始[287]）
- 民放14局『GLAYの信念〜北の大地に捧げた音楽〜』（2016年2月1日から順次放送）[288]
- 民放6局『the other end of the globe〜10年後の夢に向かって〜』（2017年7月8日から順次放送）[289]
- NHK BSプレミアム『GLAY 伝説の25年～やわらかな風の中で～』（2020年1月2日）
- WOWOW『GLAY Special Live 2020 DEMOCRACY 25th INTO THE WILD Presented by WOWOW』（2020年6月21日）

### NHK紅白歌合戦出場歴
| 年度   | 放送回 | 回 | 曲目         | 備考 |
| ------ | ------ | -- | ------------ | ---- |
| 1997年 | 第48回 | 初 | HOWEVER      |      |
| 1998年 | 第49回 | 2  | 誘惑         |      |
| 1999年 | 第50回 | 3  | サバイバル   |      |
| 2024年 | 第75回 | 4  | 誘惑 (2回目) |      |

### CM
- TDK「ミニディスクXAシリーズ」（1998年）
- 明治製菓「Horn」（1998年 - 1999年）
- TDK「ミニディスクXGシリーズ」（1999年）
- 明治製菓「Fran」（1999年）
- M-UP「GLAYPHONE（au by KDDI）」（2001年[290]）
- ライフ「GLAY LIFE MasterCard」（2001年）
- 日本航空「JAL NEW CHINA」（2002年）
- WOWOW「連鎖〜すごいこと引き起こす篇」（2004年[291]）
- 日清食品「カップヌードル『この味は世界にひとつ』シリーズ」（2010年）

### インターネット放送・SNS
- GyaO!・Ustream『GLAY トークライブ』（2010年9月9日[292]）
- YouTube・ニコニコ生放送・Ustream『「My Private "Jealousy"」発売記念 〜GLAY DIRECT TALK〜』（2011年11月17日[293][294]）
- YouTube・ニコニコ生放送・Ustream『「Hope and The Silver Sunrise」発売記念 〜GLAY DIRECT TALK vol.2〜』（2011年12月15日[295]）
- YouTube・ニコニコ生放送・Ustream『「Bible」発売記念 〜GLAY DIRECT TALK vol.3〜」』（2012年5月23日[296]）
- YouTube・ニコニコ生放送・Ustream『GLAY DIRECT TALK vol.4』（2013年1月21日[297]）
- ニコニコ生放送・Ustream『GLAY EXPOプレスカンファレンス』（2014年3月25日[298]）
- ニコニコ生放送・ツイキャス『AIR-G'×GLAY 北海道新幹線開業記念「ニューシングル先行試聴会」』（2015年11月19日[299][300]）
- LINE LIVE『GLAY 14th ALBUM「SUMMERDELICS」トーク&先行試聴会@新宿バルト9』（2017年7月10日[301][302]）
- YouTube・LINE LIVE・ニコニコ生放送『GLAY 25周年公約発表会』（2019年5月25日[303]）